# The Money Jungle
The Money Jungle este un film dramatic american din 1967 regizat de Francis D. Lyon și scris de Charles A. Wallace. În film apar vedetele John Ericson, Lola Albright, Leslie Parrish, Nehemiah Persoff, Charles Drake, Kent Smith și Don Rickles. A fost lansat în februarie 1968 de Commonwealth United Entertainment. Coloana sonoră este compusă de Paul Dunlap.

## Prezentare
Cinci companii petroliere rivale sunt în conflict pentru obținerea drepturilor de exploatare în larg. Geologii lor șefi încep să moară în circumstanțe suspecte.  Blake Heller este angajat de una dintre companii pentru a investiga, ceea ce duce aproape imediat la tentative de asasinare asupra  sa.
Heller are un interes deosebit pentru două femei, o vecină, Treva Saint, care deține acțiuni în compania sa petrolieră, și Peggy Lido, o cântăreață de club de noapte. În cele din urmă își dă seama că Peggy și iubitul acesteia, Paul Kimmel, sunt cei care se află în spatele uciderilor, Peggy căutând răzbunare pentru afacerile neterminate ale fostului ei soț.

## Distribuție
- John Ericson - Blake Heller
- Lola Albright - Peggy Lido
- Leslie Parrish - Treva Saint
- Nehemiah Persoff - Lt. Dow Reeves
- Charles Drake - Harvey Sheppard
- Kent Smith - Paul Kimmel
- Don Rickles - Harry Darkwater
- Michael Forest - Haines Conjar
- Mark Roberts - Joe Diguseppe
- Edy Williams - Sabra McKinley
- Marilyn Devin - George
- Jim Adams - Sam
- Leslie McRay - Sultry Voice & Legs
- Dale Monroe - Doctor
- Dodie Warren - Nurse
- Dub Taylor - Pete Jensen
- R.L. Armstrong - Ernie James
- John Cliff - Tongs Fowler
- George DeNormand - Jim Houston
- Byrd Holland - Chet Manning
- Richard Norris - Lou Sayre
- Ed Parker - Cassidy

## Producție
Filmările au avut loc în Long Beach, California.

## Legături externe
- The Money Jungle la Internet Movie Database

## Vezi și
- Listă de filme americane din 1967
- United Pictures Corporation